# Deauville Canard
De Deauville Canard is een vierpersoons cabriolet op basis van de Citroën 2CV. Hij wordt geproduceerd door het Britse automerk Deauville.
Door de auto op basis van de Citroën 2CV te bouwen is de aanschafprijs relatief laag en is ook het onderhoud niet duur. De auto is ook als kit te kopen.